# Dagome iudex (powieść)
Dagome iudexⓘ – powieść historyczno-fantastyczna napisana przez Zbigniewa Nienackiego, a wydana w latach 1989–1990. Powieść ukazała się również pod tytułem Historia sekretna.
Akcja powieści rozgrywa się w IX wieku, w czasach Polski przedchrześcijańskiej i prowadzi do momentu utworzenia państwa przez Mieszka I. Bohaterem powieści jest ogarnięty żądzą władzy Dago, który nim osiągnie cel, przeżywa rozmaite przygody. W treść wplecione są również, oprócz wątków historycznych, elementy baśniowe, fantastyczne, religijne oraz obyczajowe. Dagome iudex miało być współczesną odpowiedzią na Starą baśń Józefa Ignacego Kraszewskiego.
Pisana przez siedem lat powieść obejmuje trzy tomy:
- Ja, Dago
- Ja, Dago Piastun
- Ja, Dago Władca[1]

## Odbiór i wydania
Zbigniew Nienacki wiązał duże nadzieje z powieścią Dagome iudex i uważał ją za najwybitniejszą w swojej twórczości. Jednak została ona przyjęta przez krytyków i felietonistów milczeniem i niemal niezauważona przez czytelników. Być może czytelnicy nie byli przygotowani, że znany z cyklu powieści dla młodzieży Pan Samochodzik oraz skandalizujących powieści dla dorosłych (Raz w roku w Skiroławkach, Wielki las) pisarz jeszcze raz zmieni gatunek na mało znane wtedy w Polsce fantasy.
Jednak na niepowodzenie Dagome iudex wpływ miał splot niesprzyjających okoliczności. Pod koniec lat 80. olsztyńskie wydawnictwo "Pojezierze", które wcześniej z sukcesami wydawało Nienackiego, borykało się z problemami finansowymi. Wiązało się to z ówczesną sytuacją gospodarczą w Polsce, odczuwalną zwłaszcza na rynku wydawniczym poprzez brak papieru oraz rozpoczynającym się okresem gospodarki rynkowej. W roku 1989 "Pojezierze" wydało na kiepskiej jakości papierze dwa pierwsze tomy. Tom trzeci, w następstwie problemów z kondycją wydawnictwa, ukazał się ku rozczarowaniu autora i najwierniejszych fanów dopiero w następnym roku. Jednak szerszy rynek czytelniczy, zafascynowany w tamtym okresie literaturą faktu (upadek systemu komunistycznego i koniec cenzury politycznej) niemal nie zareagował na powieść opowiadającą o wydarzeniach z IX wieku. Pomimo dużego nakładu pierwsze wydanie Dagome iudex okazało się fiaskiem.
Już po śmierci Zbigniewa Nienackiego wdowa po pisarzu, Helena Nowicka, postanowiła własnym sumptem wznowić powieść, co nastąpiło w roku 1994 lub 1995. Świadoma wartości literackiej dzieła, ale zrażona niepowodzeniem pierwszego wydania, podjęła decyzję o zmianie tytułu na "Historia sekretna" i nie ingerując w treść opublikowała powieść w założonym przez siebie w tym celu wydawnictwie "Domina". Powieść ukazała się, tak jak pierwowzór, w trzech tomach. W wyniku braku jakichkolwiek działań marketingowych oraz braku zainteresowania księgarzy, drugie wydanie zakończyło się jeszcze większym fiaskiem niż pierwsze. 
Ostatecznie powieść wznowiła w roku 2009 olsztyńska Oficyna Wydawnicza "Warmia" (kontynuatorka wydawnictwa "Pojezierze", znana z wydawania cyklu o Panu Samochodziku i innych powieści Nienackiego) w wydaniu jednotomowym.
W 2014 roku ukazało się elektroniczne wydanie przygotowane przez wydawnictwo Liber Novus.